# X in Search of Space
X In Search of Space (em português, X em busca do espaço), às vezes referido apenas por In search of space, é o segundo álbum de estúdio da banda Hawkwind, lançado em 1971.[carece de fontes?] É considerado um álbum de grande importância para o Space rock e para o Rock progressivo e preparou o caminho para outro grande sucesso da banda, Space Ritual.

## Lista de músicas
Lado A
1. "You Shouldn't Do That" (Turner/Brock) – 15:42
2. "You Know You're Only Dreaming" (Brock) – 6:38

Lado B
1. "Master of the Universe" (Turner/Brock) – 6:17
2. "We Took the Wrong Step Years Ago" (Brock) – 4:50
3. "Adjust Me" (Hawkwind) – 5:45
4. "Children of the Sun" (Turner/Anderson; Blue Mountain Music) – 3:21

Faixas bônus do CD (1996)
1. "Seven By Seven" (Original Single Version) (Brock) – 5:24
2. "Silver Machine" (Original Single Version) (Live at the Roundhouse) (Calvert/Brock) – 4:40
3. "Born to Go" (Live Single Version Edit) (Live at the Roundhouse) (Calvert/Brock) – 5:04